# Zaviar Gooden
Zaviar Gooden (Pflugerville, 1º gennaio 1990) è un giocatore di football americano statunitense che gioca nel ruolo di linebacker per i Tennessee Titans della National Football League (NFL). Fu scelto nel corso del terzo giro (97º assoluto) del Draft NFL 2013 dai Titans. Al college ha giocato a football all’Università del Missouri.

## Carriera

### Tennessee Titans
Gooden fu scelto nel corso del terzo giro del Draft 2013 dai Tennessee Titans. Debuttò come professionista nella settimana 4 contro i New York Jets mettendo a segno un tackle. La sua stagione da rookie si concluse con 12 tackle in 9 presenze, di cui una come titolare. Nella successiva scese in campo 15 volte (2 come titolare) con 24 tackle.

## Statistiche
| Partite totali      | 24 |
| Partite da titolare | 3  |
| Tackle              | 36 |
| Sack                | 0  |
| Intercetti          | 0  |
| Fumble forzati      | 0  |

Statistiche aggiornate alla stagione 2014